# Baza otoczeń
Baza otoczeń w punkcie i system otoczeń to terminy w topologii odnoszące się do specjalnych rodzin podzbiorów przestrzeni topologicznej.

## Definicja
Niech {\displaystyle (X,\tau )} będzie przestrzenią topologiczną, a {\displaystyle x\in X.} Powiemy, że rodzina {\displaystyle {\mathcal {B}}} otoczeń punktu {\displaystyle x} jest bazą otoczeń w punkcie {\displaystyle x} jeśli każde otoczenie {\displaystyle x} zawiera element {\displaystyle {\mathcal {B}}.}
Równoważnie, rodzina {\displaystyle {\mathcal {B}}} otoczeń punktu {\displaystyle x} jest bazą otoczeń w {\displaystyle x} jeśli
{\displaystyle \forall U\in \tau \ \;{\big (}x\in U\ \Rightarrow \ (\exists V\in {\mathcal {B}})(x\in V\subseteq U){\big )}.}
System otoczeń dla przestrzeni {\displaystyle X} to rodzina {\displaystyle \{{\mathcal {B}}(x):x\in X\}} taka, że {\displaystyle {\mathcal {B}}(x)} jest bazą otoczeń w {\displaystyle x} dla każdego {\displaystyle x\in X.}
Zauważmy, że w definicji tej nie wymaga się, by otoczenia były zbiorami otwartymi (choć będzie to zakładane w dalszym ciągu).
Dla zaznaczenia, że wszystkie elementy bazy otoczeń są zbiorami otwartymi, używa się zwrotu baza otoczeń otwartych w punkcie {\displaystyle x} i podobnie dla systemów otoczeń.

## Przykłady
- Zbiór wszystkich otoczeń punktu {\displaystyle x} jest bazą otoczeń w tym punkcie.
- Jeśli {\displaystyle X} jest przestrzenią dyskretną, to {\displaystyle {\mathcal {B}}_{d}(x)={\big \{}\{x\}{\big \}}} jest bazą otoczeń w {\displaystyle x\in X.} Jeśli {\displaystyle X} jest przestrzenią antydyskretną, to {\displaystyle {\mathcal {B}}_{a}(x)=\{X\}} jest bazą otoczeń w {\displaystyle x\in X.}
- Jeśli {\displaystyle X} jest przestrzenią metryczną z odległością {\displaystyle d} i dla punktu {\displaystyle x\in X} oraz liczby dodatniej {\displaystyle r>0} położymy {\displaystyle B(x,r)=\{y\in X:d(x,y)<r\},} to wtedy rodzina {\displaystyle \{B(x,1/n):n=1,2,3,\dots \}} jest bazą otoczeń w {\displaystyle x.}

## Charakteryzacja i własności
- Załóżmy, że {\displaystyle \{{\mathcal {B}}(x):x\in X\}} jest systemem otoczeń otwartych w przestrzeni topologicznej {\displaystyle X.} Wówczas następujące warunki (BP1)-(BP3) są spełnione:

(BP1) Dla każdego {\displaystyle x\in X,} {\displaystyle {\mathcal {B}}(x)\neq \emptyset } i dla każdego {\displaystyle U\in {\mathcal {B}}(x)} mamy że {\displaystyle x\in U.}
(BP2) Jeśli {\displaystyle x\in U\in {\mathcal {B}}(y),} {\displaystyle x,y\in X,} to istnieje {\displaystyle V\in {\mathcal {B}}(x)} takie że {\displaystyle V\subseteq U.}
(BP3) Dla każdych {\displaystyle U_{1},U_{2}\in {\mathcal {B}}(x),} {\displaystyle x\in X,} można znaleźć {\displaystyle U\in {\mathcal {B}}(x)} takie że {\displaystyle U\subseteq U_{1}\cap U_{2}.}
- Przypuśćmy, że {\displaystyle X} jest niepustym zbiorem i {\displaystyle \{{\mathcal {B}}(x):x\in X\}} jest systemem rodzin podzbiorów zbioru {\displaystyle X} spełniającym warunki (BP1)-(BP3). Niech {\displaystyle \tau } będzie rodziną wszystkich podzbiorów {\displaystyle X} które mogą być przedstawione jako sumy podrodzin rodziny {\displaystyle \bigcup \limits _{x\in X}{\mathcal {B}}(x).} Wówczas {\displaystyle \tau } jest topologią na {\displaystyle X} i {\displaystyle \{{\mathcal {B}}(x):x\in X\}} jest systemem otoczeń otwartych dla tej topologii. Często mówimy wtedy, że {\displaystyle \tau } jest topologią generowaną przez {\displaystyle \{{\mathcal {B}}(x):x\in X\}.}

Powyższa obserwacja służy za podstawę jednej z metod definiowania topologii na danym zbiorze: przez podanie bazy otoczeń w każdym punkcie. Właśnie ta metoda jest przez nas użyta do zdefiniowania płaszczyzny Niemyckiego oraz przykładu przestrzeni T3, ale nie T3 1/2.

## Funkcje kardynalne
Z pojęciem bazy otoczeń związane są następujące funkcje kardynalne:
- Charakter punktu {\displaystyle x\in X} w przestrzeni topologicznej {\displaystyle X} to najmniejsza możliwa moc bazy otoczeń w tym punkcie. Charakter punktu {\displaystyle x\in X} oznaczany jest przez {\displaystyle \chi (x,X).}
- Charakter przestrzeni {\displaystyle X} jest zdefiniowany jako

{\displaystyle \chi (X)=\sup\{\chi (x,X):x\in X\}.}